# ويليام ك. غرايمز
ويليام ك. غرايمز (بالإنجليزية: William C. Grimes)‏ هو سياسي أمريكي، ولد في 6 نوفمبر 1857 في ليكسنغتن في الولايات المتحدة، وتوفي في 8 أبريل 1931 في سانتا مونيكا في الولايات المتحدة. حزبياً، نشط في الحزب الجمهوري. وقد انتخب Governor of Oklahoma Territory ‏ (30 نوفمبر 1901 – 9 ديسمبر 1901).